# Prickvargspindel
Prickvargspindel (Pardosa amentata) är en spindelart som först beskrevs av Carl Alexander Clerck 1757.  Prickvargspindel ingår i släktet Pardosa och familjen vargspindlar. Arten är reproducerande i Sverige. Inga underarter finns listade i Catalogue of Life.